# 小行星17305
小行星17305（17305 Caniff）是一颗绕太阳运转的小行星，为主小行星带小行星。该小行星于1960年9月24日发现。

## 轨道参数
小行星17305的轨道半长轴为3.9999158 UA，离心率为0.136。